# Enrique Suárez de Deza
Enrique Suárez de Deza y Zapata (Buenos Aires, 1905 - Buenos Aires, 22 de mayo de 1986) fue un dramaturgo y poeta hispanoargentino.

## Biografía
Era hijo de españoles y pronto se trasladó a la península, donde se doctoró en Derecho en 1925.
Su trayectoria teatral se inicia precisamente mediada la década de 1920, con el estreno de Ha entrado una mujer (1925). Seguirían decenas de títulos, tanto en el género de comedia como de drama, que estrenaba indistintamente tanto en Madrid como en Buenos Aires. Pueden destacarse, entre otros: La millona (1935), Aquellas mujeres, La rosa encendida o El anticuario. El género que más cultivó fue el  de la comedia burguesa.
Muchas de sus obras fueron llevadas al cine o la televisión. 
Falleció a consecuencia de un derrame cerebral.
Hermano de la también dramaturga María Isabel Suárez de Deza.

## Obra (parcial)
- La dama salvaje (1925)
- Ha entrado una mujer (1925)
- Mi distinguida familia (1932)
- Las nueve y media (1934)
- La millona (1935)
- Lady Amarilla (1937)
- El hombre que perdió su sombra (1938)
- Casa de mujeres (1938)
- La nieta de Carmen (1939)
- Hombre y mujer (1939)
- El dictador (1940)
- El vestido de novia (1940)
- 13 mujeres (1941)
- Escuela de millonarias (1943)
- Cándido de día y Cándido de noche (1944)
- Nocturno (1946)
- Los sueños de Silvia (1946)
- Miedo (1946)
- El anticuario (1947)
- La rosa encendida (1948)
- Jugar a vivir (1948)
- El calendario que perdió siete días (1949)
- Las furias (1950)
- Una página en blanco (1950)
- Catalina, no me llores (1950)
- El carro de la basura (1953)
- Andrea (1954)
- Pío-pío (1955)
- Una gran señora (1959)
- El miedo es masculino (1964)
- Sarah Bernhardt (1965)